# Высоковольтная линия постоянного тока
Высоковольтная линия электропередачи постоянного тока (ПТВН, англ. HVDC) использует для передачи электроэнергии постоянный ток, в отличие от более распространённых линий электропередачи (ЛЭП) переменного тока. Высоковольтные ЛЭП постоянного тока могут оказаться более экономичными при передаче больших объёмов электроэнергии на большие расстояния. Использование постоянного тока для подводных ЛЭП позволяет избежать потерь реактивной мощности, из-за большой ёмкости кабеля неизбежно возникающих при использовании переменного тока. В определённых ситуациях ЛЭП постоянного тока могут оказаться полезными даже на коротких расстояниях, несмотря на высокую стоимость оборудования.
ЛЭП постоянного тока позволяет транспортировать электроэнергию между несинхронизированными энергосистемами переменного тока, а также помогает увеличить надёжность работы, предотвращая каскадные сбои из-за рассинхронизации фазы между отдельными частями крупной энергосистемы. ЛЭП постоянного тока также позволяет передавать электроэнергию между энергосистемами переменного тока, работающими на разных частотах, например, 50 Гц и 60 Гц. Такой способ передачи повышает стабильность работы энергосистем, так как в случае необходимости они могут использовать резервы энергии из несовместимых с ними энергосистем.
Современный способ передачи HVDC использует технологию, разработанную в 1930-х годах XX века шведской компанией ASEA. Одни из первых систем HVDC были введены в строй в Советском Союзе в 1950 году между городами Москва и Кашира (была использована немецкая трофейная техника Проект «Эльба»), и в Швеции в 1954 году от материковой части страны до острова Готланд, с мощностью системы 10-20 МВт.
Самая длинная HVDC линия в мире в настоящее время находится в Бразилии и служит для передачи электроэнергии, вырабатываемой двумя ГЭС («Санту Антониу» и «Жирау») с городом Сан-Паулу. Её общая длина — 2400 км, мощность — 3,15 ГВт.

HVDC системы в Западной Европе. Красным отмечены существующие линии, зелёным — строящиеся (линия, соединяющая Францию и Испанию — INELFE — уже построена), синим — предложенные. Многие из них передают электроэнергию от возобновляемых источников энергии.

## Принцип работы
Мощность равна произведению напряжения на ток (P = U * I). Таким образом, увеличив напряжение, можно уменьшить передаваемый по проводу ток и, как следствие, можно уменьшить сечение провода, необходимого для передачи этой мощности, что удешевит ЛЭП.
На сегодняшний день не существует способа без больших потерь изменять в широких пределах напряжение постоянного тока. Самым эффективным устройством для изменения величины напряжения является трансформатор, работающий на переменном токе. Поэтому на входе всех высоковольтных ЛЭП постоянного тока устанавливается трансформатор для повышения напряжения переменного тока и оборудование для преобразования переменного тока в постоянный, а на выходе — оборудование преобразования постоянного тока в переменный и трансформатор для понижения напряжения этого переменного тока.
Первым способом преобразования больших мощностей из постоянного тока в переменный и обратно была система мотор-генератор, разработанная швейцарским инженером Рене Тюри. Простыми словами, на входе ЛЭП двигатель переменного тока вращает генератор постоянного тока, а на выходе — двигатель постоянного тока вращает генератор переменного тока. Такая система имела довольно низкий КПД и низкую надёжность.
Практическое применение ЛЭП постоянного тока стало возможным только с появлением мощного дугового электроприбора под названием ртутный выпрямитель.
Позднее появились мощные полупроводниковые приборы — тиристоры, биполярные транзисторы с изолированным затвором (IGBT), мощные полевые транзисторы с изолированным затвором (MOSFET) и запираемые тиристоры (GTO).

## История высоковольтных ЛЭП постоянного тока

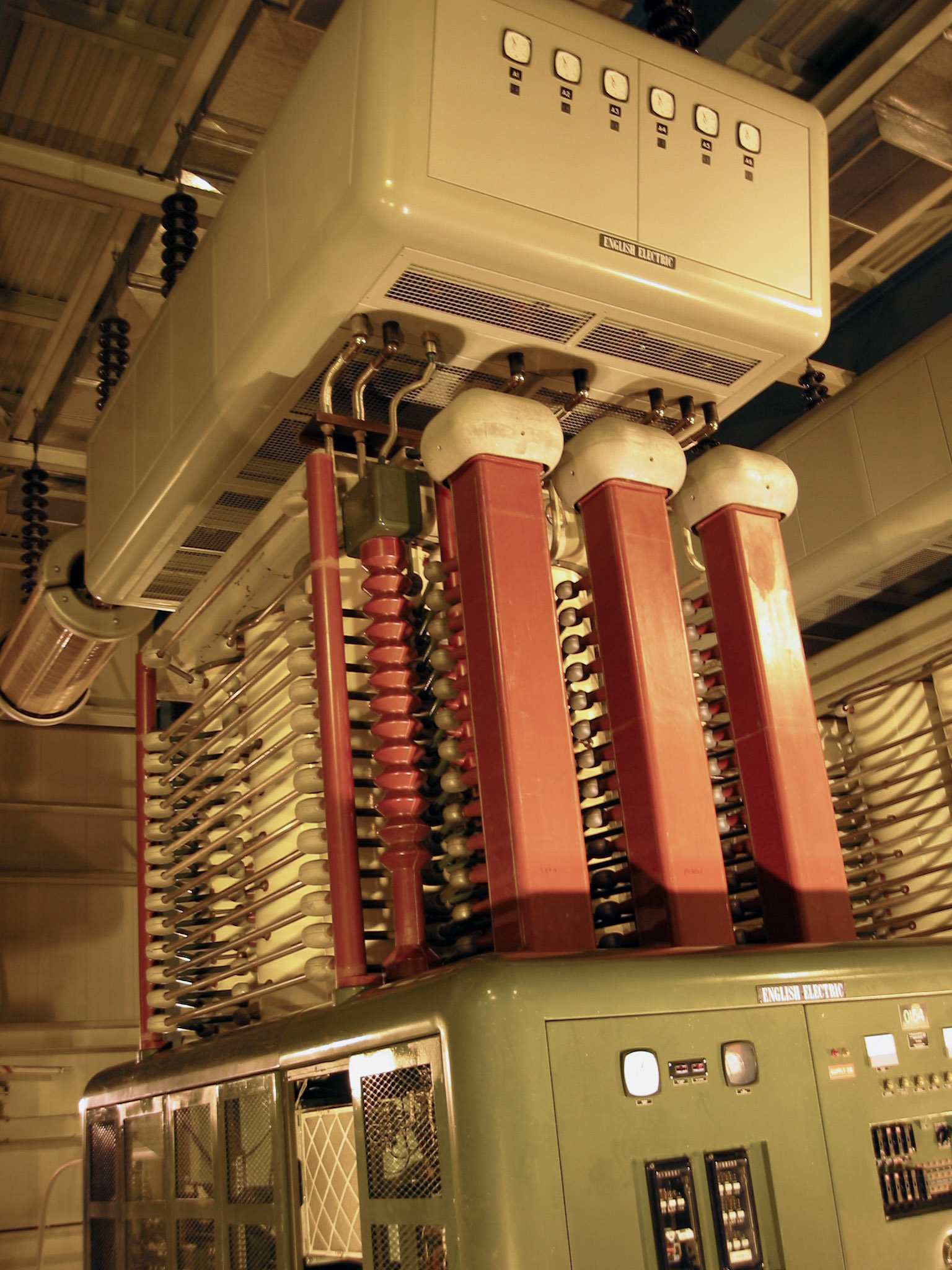
HVDC в 1971: этот ртутный вентиль рабочим напряжением 150 кВ преобразовывал переменный ток в постоянный для передачи от гидроэлектростанций Манитобы в отдалённые города.

Первая ЛЭП постоянного тока для передачи электроэнергии на большое расстояние была запущена в 1882 году на линии Мисбах-Мюнхен. Она передавала энергию от вращаемого паровой машиной генератора постоянного тока на печь стекольного завода. Передаваемая мощность составляла всего 2,5 кВт и на линии не было преобразователей постоянного тока в переменный.
Первая ЛЭП, использующая разработанный швейцарским инженером Рене Тюри (Rene Thury) метод преобразования токов генератор-двигатель, была построена в 1889 году в Италии компанией Acquedotto de Ferrari-Galliera. Для увеличения напряжения пары генератор-двигатель были соединены последовательно. Каждая группа была изолирована от земли и приводилась в движение основным двигателем. Линия работала на постоянном токе, с напряжением до 5000 В на каждой машине, некоторые машины имели двойные коммутаторы для уменьшения напряжения на каждом коммутаторе. Эта система передавала мощность 630 кВт на постоянном напряжении 14 кВ на расстояние 120 км.
По ЛЭП Moutiers-Lyon передавалась вырабатываемая ГЭС мощность 8600 кВт на расстояние 124 мили, включая 6 миль подземного кабеля. Для преобразования тока использовались восемь последовательно соединённых генераторов с двойными коммутаторами, выдававшими на выходе напряжение в 150 кВ. Эта линия работала примерно с 1906 по 1936 гг.
К 1913 году в мире действовало пятнадцать ЛЭП системы Тюри, работавших на постоянном напряжении 100 кВ, которые использовались до 1930-х, но вращающиеся электрические машины были ненадёжны, дороги в обслуживании и имели низкий КПД. В первой половине 20-го столетия были опробованы и другие электромеханические устройства, но они не получили широкого распространения.
Для преобразования высокого постоянного напряжения в низкое было предложено сначала заряжать последовательно соединённые аккумуляторы, а затем подключать их параллельно и подсоединять к потребителю. В начале XX века существовало, как минимум, две ЛЭП постоянного тока, использовавших этот принцип, но дальнейшего развития эта технология не получила из-за ограниченной ёмкости аккумуляторов, неэффективного цикла заряда/разряда и трудностей переключения между последовательным и параллельным соединением.
В период с 1920 по 1940 гг. для преобразования тока использовались ртутные вентили. В 1932 г. Дженерал Электрик применила в Mechanicville, Нью-Йорк ртутные вентили на ЛЭП постоянного тока напряжением 12 кВ, которая также использовалась для преобразования генерируемого переменного тока частотой 40 Гц в переменный ток нагрузки частотой 60 Гц. В 1941 г. была разработана 115-километровая подземная кабельная линия, мощностью 60 МВт, напряжением +/-200 кВ, для города Берлина, использовавшая ртутные вентили (Проект Эльба), но вследствие краха нацистской Германии в 1945 проект не был завершён. Использование кабеля объяснялось тем, что во время военного времени подземный кабель будет менее заметной целью бомбардировок. Оборудование было вывезено в Советский Союз и там было введено в эксплуатацию в 1950 году.
Дальнейшее использование ртутных вентилей в 1954 г. положило начало современным высоковольтным ЛЭП постоянного тока. Первая такая ЛЭП была создана компанией ASEA между материковой Швецией и островом Готланд. Ртутные вентили использовались на всех ЛЭП, строившихся до 1975 г., но позднее были вытеснены полупроводниковыми приборами. С 1975 по 2000 гг. для преобразования тока широко применялись тиристоры, которые сейчас активно вытесняются полевыми транзисторами. С переходом на более надёжные полупроводниковые приборы были проложены десятки подводных высоковольтных ЛЭП постоянного тока.
На данный момент в мире осталось всего две ЛЭП с преобразователями на ртутных вентилях, все остальные были демонтированы или заменены преобразователями на тиристорах. Ртутные вентили используются на ЛЭП между Северным и Южным островами Новой Зеландии и ЛЭП Vancouver Island в Канаде.

## Преимущества высоковольтных ЛЭП постоянного тока по сравнению с ЛЭП переменного тока
Основным преимуществом высоковольтных ЛЭП постоянного тока является возможность передавать большие объёмы электроэнергии на большие расстояния с меньшими потерями, чем у ЛЭП переменного тока. В зависимости от напряжения линии и способа преобразования тока потери могут быть снижены до 3 % на 1000 км. Передача энергии по высоковольтной ЛЭП постоянного тока позволяет эффективно использовать источники электроэнергии, удалённые от энергоузлов нагрузки.
В ряде случаев высоковольтная ЛЭП постоянного тока более эффективна, чем ЛЭП переменного тока:
- При передаче энергии по подводному кабелю, который имеет довольно высокую ёмкость, приводящую при использовании переменного тока к потерям на реактивную мощность (например, 250-км линия Baltic Cable между Швецией и Германией[11])).
- Передача энергии в энергосистеме напрямую от электростанции к потребителю, например в удалённые районы.
- Увеличение пропускной способности существующей энергосистемы в случаях, когда установить дополнительные ЛЭП переменного тока сложно или слишком дорого.
- Передача энергии и стабилизация между несинхронизированными энергосистемами переменного тока.
- Присоединение удалённой электрической станции к энергосистеме[источник не указан 2948 дней], например линия Nelson River Bipole.
- Уменьшение стоимости линии за счёт уменьшения количества проводников. Кроме того, могут использоваться более тонкие проводники, так как HVDC не подвержен поверхностному эффекту.
- Упрощается передача энергии между энергосистемами, использующими разные стандарты напряжения и частоты переменного тока.
- Синхронизация с сетью переменного тока энергии, производимой возобновляемыми источниками энергии.

Длинные подводные кабели имеют высокую ёмкость. В то время как этот факт имеет минимальную роль для передачи электроэнергии на постоянном токе, переменный ток приводит к зарядке и разрядке ёмкости кабеля, вызывая дополнительные потери мощности. Кроме того, мощность переменного тока расходуется на диэлектрические потери.
Высоковольтная ЛЭП постоянного тока может передавать бо́льшую мощность по проводнику, так как для данной номинальной мощности постоянное напряжение в линии постоянного тока ниже, чем амплитудное напряжение в линии переменного тока. Мощность переменного тока определяет действующее значение напряжения, но оно составляет только приблизительно 71 % максимального амплитудного напряжения, которое и определяет фактическую толщину изоляции и расстояние между проводниками. Поскольку у линии постоянного тока действующее значение напряжения равно амплитудному, становится возможным передавать на 41 % больше мощности по существующей линии электропередачи с проводниками и изоляцией того же размера, что на переменном токе, что снижает затраты.
Поскольку высоковольтная ЛЭП постоянного тока допускает передачу энергии между несинхронизированными распределительными системами переменного тока, это позволяет увеличить устойчивость системы, препятствуя каскадному распространению аварии с одной части энергосистемы на другую. Изменения в нагрузке, приводящие к десинхронизации отдельных частей электрической сети переменного тока, не будут затрагивать линию постоянного тока, и переток мощности через линию постоянного тока будет стабилизировать электрическую сеть переменного тока. Величину и направление перетока мощности через линию постоянного тока можно непосредственно регулировать и изменять для поддержания необходимого состояния электрических сетей переменного тока с обоих концов линии постоянного тока.

## Недостатки
Основным недостатком высоковольтной ЛЭП постоянного тока является необходимость преобразования типа тока из переменного в постоянный и обратно. Используемые для этого устройства требуют дорогостоящих запасных частей, так как, фактически, являются уникальными для каждой линии.
Преобразователи тока до́роги, и имеют ограниченную перегрузочную способность. На малых расстояниях потери в преобразователях могут быть больше, чем в аналогичной по мощности ЛЭП переменного тока.
В отличие от ЛЭП переменного тока, реализация мультитерминальных ЛЭП постоянного тока крайне сложна, так как требует расширения существующих схем до мультитерминальных. Управление перетоком мощности в мультитерминальной системе постоянного тока требует наличия хорошей связи между всеми потребителями. Выключатели цепей постоянного тока высокого напряжения имеют более сложное устройство, так как перед размыканием контактов нужно уменьшить ток в цепи до нуля, иначе образуется электрическая дуга, приводящая к чрезмерному износу контактов. Разветвлённые линии редки. Одна из них работает в системе Hydro Quebec — New England от Radisson к Sandy Pond. Другая система — ЛЭП, соединяющая Сардинию и материковую Италию, которая была перестроена в 1989, чтобы выдавать мощность на остров Корсика.

## Стоимость HVDC-передачи
Обычно разработчики высоковольтных ЛЭП постоянного тока, такие как Alstom Grid, Siemens и ABB, не публикуют информации о стоимости проекта, так как эти сведения составляют коммерческую тайну.
Стоимость широко меняется в зависимости от специфических особенностей проекта, таких как номинальная мощность, длина линии, воздушный или подводный способ прокладки трассы, стоимость земли и изменение электрической сети переменного тока каждого конца линии. Может потребоваться детальное сравнение стоимости линии постоянного тока со стоимостью линии переменного тока. Там, где технические преимущества линии постоянного тока не играют роли, выбор делается по экономическому сравнению вариантов.
Основываясь на некоторых проектах, можно выделить некоторую информацию о стоимости проекта ЛЭП постоянного тока:
Для 8-ГВт 40-км линии, проложенной под Ла-Маншем, приблизительные затраты на первичное оборудование для биполярной HVDC-линии на 500 кВ мощностью 2000 МВт (исключая подъездные пути, береговые работы, согласование, технику, страхование, и т. д.) составили:
преобразовательные станции — ~£110 млн,
подводный кабель + монтаж — ~£1 млн./km[значимость факта?].
Так, для четырёхлинейной ЛЭП между Англией и Францией мощностью 8 ГВт стоимость установочных работ составила немного более £750 млн. Также £200-300 млн были израсходованы на дополнительные береговые работы[значимость факта?].

## Выпрямление и инвертирование

### Составляющие

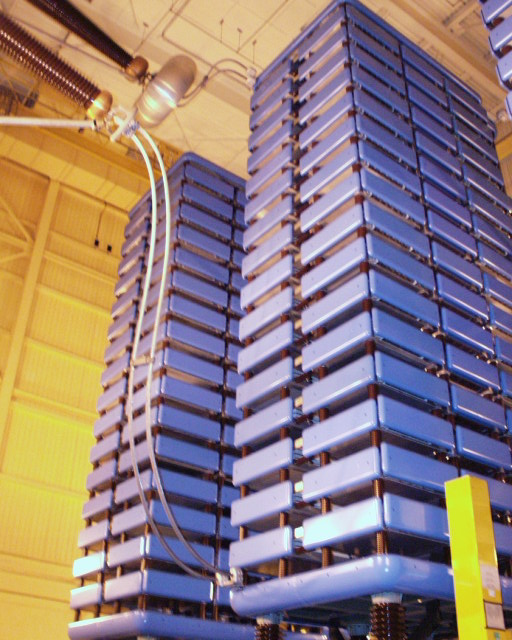
Два из трёх тиристорных комплектов вентилей, использованных для передачи мощности на большое расстояния от дамбы в Манитобе

Ранее в линиях HVDC использовали ртутные выпрямители, которые были ненадёжны. Два устройства HVDC, использующие ртутные выпрямители, всё ещё в процессе эксплуатации (на 2008 год). Тиристоры были впервые использованы в устройствах HVDC в 1960-х. Тиристор — полупроводниковое устройство, подобное диоду, но с дополнительным выводом — управляющим электродом, который используется для включения прибора в определённый момент времени. Также применяются биполярные транзисторы с изолированным затвором (БТИЗ), которые имеют лучшую управляемость, но большую стоимость.
Поскольку напряжение в устройствах HVDC в некоторых случаях доходит до 800 кВ, превышая напряжение пробоя полупроводникового прибора, преобразователи HVDC построены с использованием большого количества последовательно соединённых полупроводниковых приборов.
Низковольтные управляющие цепи, используемые для включения и выключения тиристоров, должны быть гальванически развязаны от высоких напряжений линии электропередачи. Обычно такая развязка оптическая, прямая или непрямая. В непрямой системе управления низковольтная управляющая электроника посылает световые импульсы по оптоволокну к электронике управления высоким напряжением. Прямой вариант обходится без электроники на высоковольной стороне: световые импульсы от управляющей электроники непосредственно переключают фототиристоры.
Переключающий элемент в сборе, независимо от его конструкции, обычно называется вентилем.

### Выпрямители и инверторы
В выпрямлении и инверсии используются по существу одни и те же агрегаты. Многие подстанции настроены таким образом, чтобы они могли работать и как выпрямители, и как инверторы. Со стороны линии переменного тока набор трансформаторов, часто из трёх отдельных однофазных трансформаторов, развязывает преобразовательную станцию от сети переменного тока, обеспечивая заземление и гарантируя корректное постоянное напряжение. Выходы этих трансформаторов подключены к выпрямителям по мостовой схеме, сформированной большим числом вентилей. Базовая конфигурация выпрямителя содержит шесть вентилей. Схема работает с фазовым сдвигом в шестьдесят градусов, поэтому в выпрямленном напряжении содержится значительное число гармоник.
Для улучшения гармонического состава применяется схема с 12 вентилями (двенадцатиимпульсный режим). Преобразовательный трансформатор имеет две вторичные обмотки (или используются два трансформатора), одна из которых имеет соединение «звезда», а другая — «треугольник», тем самым обеспечивая сдвиг фазы в 30 градусов между напряжениями на вторичных обмотках трансформатора. К каждой из вторичных обмоток подключён выпрямительный мост, содержащий 6 вентилей, выводы постоянного тока которых соединены. Тем самым обеспечивается двенадцатиимпульсный режим с лучшим гармоническим составом.
В дополнение к преобразовательным трансформаторам наличие реактивной составляющей линии помогает фильтровать гармоники.

## Типы схем

### Монополярная
В монополярной схеме один из выводов выпрямителя заземляют. Другой вывод, с электрическим потенциалом выше или ниже заземлённого, связан с линией электропередачи. Заземлённый вывод может быть связан или не связан с соответствующим выводом инверторной станции посредством второго проводника.
При отсутствии второго металлического проводника обратный ток протекает в земле между заземлёнными выводами двух подстанций. Таким образом, это однопроводная схема с земным возвратом. Проблемы, которые создаёт ток, протекающий в земле или воде, включают:
- Электрохимическую коррозию проложенных в грунте длинных металлических объектов, таких как трубопроводы.
- Выделение хлора и другие изменения состава морской воды от протекающего тока при использовании её в качестве второго проводника.
- Возникающее из-за несбалансированного тока магнитное поле, влияющее на магнитные навигационные компасы судов, проходящих над подводным кабелем.

Эти воздействия могут быть устранены установкой металлического обратного проводника между заземлёнными выводами обоих преобразователей монополярной линии электропередачи. Так как эти выводы заземлены, нет необходимости в установке изоляции обратного провода на полное напряжение передачи, что делает обратный провод менее дорогостоящим, чем проводник высокого напряжения. Решение об использовании металлического обратного провода основывается на экономических, технических и экологических факторах.
Современные монополярные системы воздушной сети передают примерно 1500 МВт. При использовании подземного или подводного кабеля обычное значение составляет 600 МВт.
Большинство монополярных систем разработаны для будущего расширения до биполярной схемы. Опоры линии электропередачи могут быть разработаны так, чтобы нести два проводника, даже если первоначально используется только один провод в монополярной системе. Второй проводник не используется или используется параллельно с другим (как в случае Балтийского кабеля).

### Биполярная
В биполярной передаче используется пара проводников, противоположной полярности, каждый под высоким напряжением относительно земли. Стоимость биполярной линии электропередачи выше монополярной схемы с обратным проводом, так как оба проводника должны иметь изоляцию на полное напряжение. Однако преимущества биполярной передачи делают её более привлекательной по сравнению с монополярной.
При нормальной нагрузке в земле протекают незначительные токи, как и в случае монополярной передачи с металлическим обратным проводом. Это уменьшает потери в земле и снижает экологическое воздействие.
При аварии на одной из линий биполярной системы она может продолжать работать, передавая приблизительно половину номинальной мощности по неповреждённой линии в монополярном режиме с использованием земли в роли обратного проводника.
На очень неблагоприятной местности второй проводник может быть проведён на независимом наборе опор ЛЭП, чтобы при повреждении одной из линий часть мощности передавалась потребителю.
Так как для данной номинальной мощности по каждому проводнику биполярной линии протекает только половина тока монополярной линии, стоимость каждого проводника меньше по сравнению с высоковольтным проводником монополярной линии той же мощности.
Биполярное устройство также может быть дополнительно оснащено металлическим обратным проводником.
Биполярные устройства могут передавать до 3200 МВт на напряжении +/-600 кВ. Подводная кабельная линия, первоначально сооружённая как монополярная, может быть модернизирована дополнительными кабелями и работать в биполярном режиме.

### Вставка постоянного тока
Вставка постоянного тока является станцией, в которой и инверторы и выпрямители находятся в одном месте, обычно в одном и том же здании. Линия постоянного тока выполняется настолько короткой, насколько возможно. Вставки постоянного тока используются для:
соединения магистральных линий различной частоты (как в Японии),
соединения двух электрических сетей той же самой номинальной частоты, но разных нефиксированных фазовых сдвигов (как до 1995/96 в коммуне Этценрихт).
Величина постоянного напряжения в промежуточной схеме вставки постоянного тока может быть выбрана свободно из-за малой длины линии. Обычно постоянное напряжение выбирают настолько низким, насколько возможно, чтобы построить меньший зал для преобразователей и избежать последовательных соединений вентилей. По этой же причине во вставке постоянного тока используют сильноточные вентили.

### Системы с линиями электропередачи
Самая общая конфигурация линии HVDC — это две преобразовательные станции инвертор/выпрямитель, связанные воздушной линией. Такая же конфигурация обычно используется в соединении несинхронизированных энергосистем, в передаче энергии на большие расстояния, и в случае использования подводных кабелей.
Мультитерминальная HVDC линия, соединяющая более двух пунктов, редка. Конфигурация мультитерминальной системы может быть последовательной, параллельной, или гибридной (последовательно-параллельной). Параллельная конфигурация чаще используется для передачи энергии от больших электростанций, а последовательная — от менее мощных электростанций. Например, система Quebec-New England мощностью 2000 МВт, открытая в 1992, в настоящее время является крупнейшей мультитерминальной HVDC системой в мире.

### Трехполярная
Запатентованная в 2004 году схема предназначена для перевода существующих линий электропередачи переменного тока на HVDC. Два из трёх проводников схемы работают в биполярном режиме. Третий проводник используется как параллельный монополь, оборудованный реверсными вентилями (параллельными вентилями, включёнными в обратной полярности). Параллельный монополь периодически уменьшает ток от одного полюса или другого, переключая полярность на несколько минут. Без изменения полярности в системе с параллельным монополем, который был бы загружен на +/-100 % по нагреву, биполярные проводники были бы нагружены или на 137 % или на 37 %. В случае с изменяющейся полярностью, суммарный среднеквадратичный тепловой эффект такой же, как и в случае, если бы каждый из проводников работал при номинальном токе. Это позволяет пропускать большие токи по биполярным проводникам, и наиболее полно использовать третий проводник для передачи энергии. Даже когда энергопотребление низкое, высокие токи могут циркулировать по проводам линии для удаления с них льда.
Преобразование существующей линии переменного тока в трёхполярную систему позволяет передавать до 80 % больше мощности при том же самом фазном напряжении с использованием той же самой линии передачи, опор и проводников. Некоторые линии переменного тока не могут быть нагружены до их теплового предела из-за проблем устойчивости системы, надёжности и реактивной мощности, которые не существуют в HVDC линии.
Трёхполярная система работает без обратного провода. Так как авария одного полюса преобразователя или проводника приводит только к малой потере производительности, а обратный ток, протекающий в земле, не возникает, надёжность этой схемы высока, без времени, требуемого на переключение.
На 2005 год не было преобразований существующих линий переменного тока в трёхполярную систему, хотя линия электропередачи в Индии была преобразована в биполярную HVDC.

## Коронный разряд
Коронный разряд — это характерная форма самостоятельного газового разряда, возникающего в резко неоднородных полях. Это явление может вызвать значительные потери мощности, создавать слышимые и радиочастотные помехи, производить ядовитые смеси, такие как оксиды азота и озон, создавать видимое свечение.
Линии электропередачи и переменного и постоянного тока могут создавать коронные разряды, в первом случае в форме колеблющихся частиц, в последнем — постоянного потока. Коронный разряд вызывает потери мощности, которые могут составлять примерно половину от всех потерь на единицу длины линии переменного тока высокого напряжения, несущего то же самое количество мощности. В монополярной передаче выбор полярности проводника определяется степенью создания коронных разрядов, влияния на окружающую среду. Отрицательные коронные разряды производят значительно больше озона чем коронные разряды положительной величины, воздействуя на здоровье. Использование напряжения положительной величины уменьшает объём создаваемого озона монополярной линии HVDC.

## Применение

### Краткий обзор
Способность управления потоком мощности, соединение несинхронизированных систем переменного тока, эффективное использование при передаче энергии подводными кабелями делают HVDC системы привлекательными для использования на межнациональном уровне. Ветроэлектростанции часто располагаются на расстоянии 10-12 км от берега (а иногда и дальше) и требуют подводных кабелей и синхронизации полученной энергии. При передаче энергии на очень большие расстояния, например в отдалённые районы Сибири, Канады и скандинавского севера, выбор обычно склоняется в сторону меньшей стоимости линии HVDC. Другие применения HVDC систем были отмечены выше.

### Объединения электрической сети переменного тока
Линии электропередачи переменного тока могут связывать только синхронизированные электрические сети переменного тока, которые работают на той же самой частоте и в фазе. Много зон, которые желают поделиться энергией, имеют несинхронизированные электрические сети. Энергосистемы Великобритании, северной Европы и континентальной Европы не объединены в единую синхронизированную электрическую сеть. У Японии есть электрические сети на 60 Гц и на 50 Гц. Континентальная Северная Америка, работая на частоте 60 Гц, разделена на области, которые несинхронизированы: Восток, Запад, Техас, Квебек и Аляска. Бразилия и Парагвай, которые совместно используют огромную гидроэлектростанцию Итайпу, работают на 60 Гц и 50 Гц соответственно. Устройства HVDC позволяют связать несинхронизированные электрические сети переменного тока, а также добавить возможность управления напряжением переменного тока и потоком реактивной мощности.
Генератор, связанный длинной линией электропередачи переменного тока, может стать неустойчивым и выпасть из синхронизации с отдалённой энергосистемой переменного тока. Линия HVDC может сделать выполнимым использование удалённых электростанций. Ветряные электростанции, расположенные на расстоянии от берега, могут использовать устройства HVDC, чтобы собрать энергию у большого числа несинхронизированных генераторов для передачи на берег подводным кабелем.
Однако, обычно линия питания HVDC связывает две области распределения мощности энергосистемы переменного тока. Устройства, выполняющие преобразование между переменным и постоянным токами, значительно увеличивают стоимость передаваемой энергии. Выше определённого расстояния (приблизительно 50 км для подводных кабелей, и примерно 600—800 км для воздушных линий), меньшая стоимость электрических проводников HVDC перевешивает стоимость электроники.
Преобразовательная электроника также предоставляет возможность эффективно управлять энергосистемой посредством управления величиной и перетоком мощности, что даёт дополнительное преимущество существования HVDC линий — потенциальное увеличение устойчивости энергосистемы.

### Использование меньшего напряжения
Развитие биполярных транзисторов с изолированным затвором (IGBT) и запираемых тиристоров (GTO) сделало малые системы HVDC экономичнее. Они могут быть установлены в существующих энергосистемах переменного тока для стабилизации мощности без увеличения тока короткого замыкания, как в случае установки дополнительной линии электропередачи переменного тока. Такие устройства разрабатываются фирмами АВВ и Siemens и называются «HVDC Light» и «HVDC PLUS» соответственно. Использование таких приборов расширило использование HVDC до блоков в несколько десятков мегаватт и линий в несколько километров воздушной линии. Разница между двумя технологиями — в понятии автономного инвертора напряжения (VSI), тогда как «HVDC Light» использует широтно-импульсную модуляцию, «HVDC PLUS» выполнен на многоуровневом инверторе.